# Корольово (Красавинське міське поселення)
Корольо́во (рос. Королёво) — присілок у складі Великоустюзького району Вологодської області, Росія. Входить до складу Красавинського міського поселення.

## Населення
Населення — 1 особа (2010; 4 у 2002).
Національний склад (станом на 2002 рік):
- росіяни — 100 %